# So (пісня Static-X)
«So» ― пісня американського індастріал-метал гурту Static-X. Це одинадцятий трек і другий сингл з їхнього альбому Shadow Zone. Це також останній реліз з тодішнім гітаристом Тріппом Айзеном.
Відеокліп  був знятий режисером Дарреном Лі Боусманом. Відеоряд складається з кадрів виконання пісні в студії і кадрів, на початку відеокліпу весь гурт одягнений у смокінги і грає на звичайних інструментах: Тоні грає на віолончелі, Тріпп грає на гітарі, Нік грає на перкусії, а Вейн грає на роялі, а потім грають як зазвичай на електрогітарах та ударних, а також є кадри, де Вейн Статик їде пустелею у джипі. Під час першого куплету Вейн йде вулицею, а потім під час другого куплету він грає на акустичній гітарі, і, до того ж, на даху. Наприкінці кліпу Статік сидить біля зачинених дверей у гамівній сорочці.
Пісня посіла 37 місце в чарті Mainstream Rock(Billboard) у 2004 році.

## Сингл
| #  | Назва | Тривалість |
| -- | ----- | ---------- |
| 1. | «So»  | 3:40       |

## Склад
- Вейн Статік — головний вокал, гітара, клавішні, програмування
- Тріпп Айзен — гітара
- Тоні Кампос — бас, бек-вокал
- Нік Ошіро — барабани